# Moszkowce
Moszkowce (ukr. Великі Мошківці, Wyłyki Moszkiwci) – wieś w rejonie andruszowskim obwodu żytomierskiego.